# Anagyrodes giganteus
Anagyrodes giganteus är en stekelart som beskrevs av Girault 1915. Anagyrodes giganteus ingår i släktet Anagyrodes och familjen sköldlussteklar. Inga underarter finns listade i Catalogue of Life.